# 天主教奥利韦拉教区

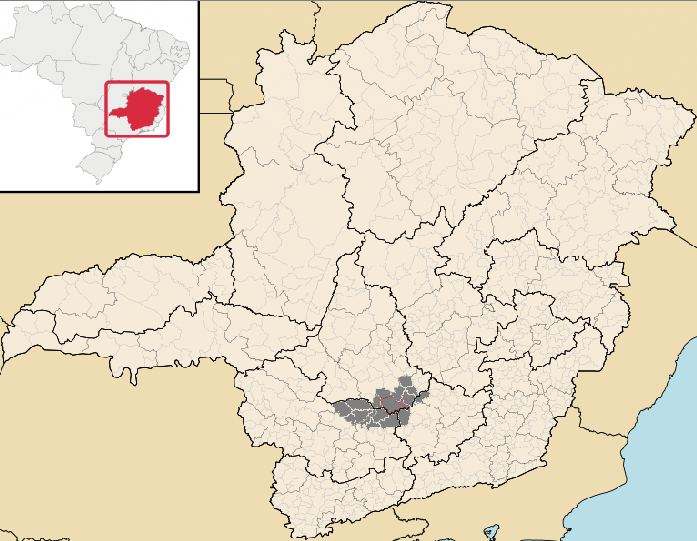
天主教奥利韦拉教区

Regional CNBB Leste 2.

天主教奧利韋拉教區（拉丁語：Dioecesis Oliveirensis），是巴西一個天主教教區，包括米納斯吉拉斯州西南部共二十市。屬貝洛奧里藏特總教區。
教區成立於1941年12月20日，2004年有教友285,000人，佔轄區總人口95.0%。有廿六個堂區、司鐸卅八人。現任教區主教為彌額爾·安熱盧·弗里塔·里貝羅。